# Association française des directrices et directeurs de la photographie cinématographique
Pour les articles homonymes, voir AFC.
L’Association française des directrices et directeurs de la photographie cinématographique (AFC) est la principale association professionnelle de chefs opérateurs français.
Ses locaux sont situés dans le 18e arrondissement de Paris au no 8 de la rue Francœur, contigus à l'école de cinéma la Fémis.

## Historique
Fondée en 1990 par Henri Alekan, Raoul Coutard, Alain Derobe, Pierre-William Glenn et Georges Strouvé, bientôt rejoints par Eduardo Serra, Pierre Lhomme et Robert Alazraki. L'AFC comporte aujourd'hui 179 membres.
Depuis mai 1992, l'association publie chaque mois la Lettre de l'AFC dont le rôle est de maintenir les connaissances au sein de la profession. Les éditoriaux sont publiés en ligne depuis juin 2004.
Depuis l'an 2000, l'AFC organise chaque année le « Micro Salon de l'AFC » à Paris, où fabricants de matériel, prestataires et utilisateurs échangent autour des innovations cinématographiques.
Depuis 2002, l'association est accueillie par la Commission supérieure technique de l'image et du son (CST) au Festival de Cannes et publie des entretiens accordés par les directrices et directeurs de la photographie ayant un film sélectionné.
Rédigée en 2004 par Charlie Van Damme (1946-) avec l'intitulé « Envisager autrement le cinéma »,, la « charte de l'image » est présentée au public par Jean-Jacques Bouhon (1947-2017), le 14 novembre 2005. 
En 2023, l'association propose une nouvelle version, représentant la résultante de réflexions collectives, enrichie d'un glossaire et traduite en anglais,.
Depuis 2006, l'association édite la revue semestrielle Lumière avec la complicité des sociétés : Kodak, Mikros Image, Panavision-Alga-Techno, Transpalux et le soutien du CNC, en remplacement des Cahiers de l'AFC.
En 2013, l'AFC commande la refonte du site « Le CinéDico » créé en 2008 dont l'objectif est de fournir un dictionnaire de traductions en 9 langues d'environ 15 000 termes techniques du cinéma et de l'audiovisuel. Le lexique thématique est réalisé avec le soutien du CNC, de Film France et de la commission Île-de-France.
L'AFC est soutenue par le Centre national de la cinématographie (CNC), elle est cofondatrice d'Imago, la fédération internationale des associations de directeurs de la photographie, regroupant 56 pays en 2020.
En 2024, l'association décerne pour la première fois le Prix AFC, qui « Récompense l'excellence dans le travail de direction de la photographie ».

## Composition du bureau de l'association
En 2023, l'association procède à l'élection d'un nouveau bureau. Ce dernier est composé de :
- présidents.es : Jean-Marie Dreujou
- Attachés.es à la présidence : Nathalie Durand ; Gilles Porte
- secrétaire général : Baptiste Magnien ;
- trésorier : Yves Cape ;
- Coordinatrice relations associés : Jean-François Hensgens ;